# Kajarharjo
Kajarharjo is een bestuurslaag in het regentschap Banyuwangi van de provincie Oost-Java, Indonesië. Kajarharjo telt 12.948 inwoners (volkstelling 2010).